# San Juan de Sicilia

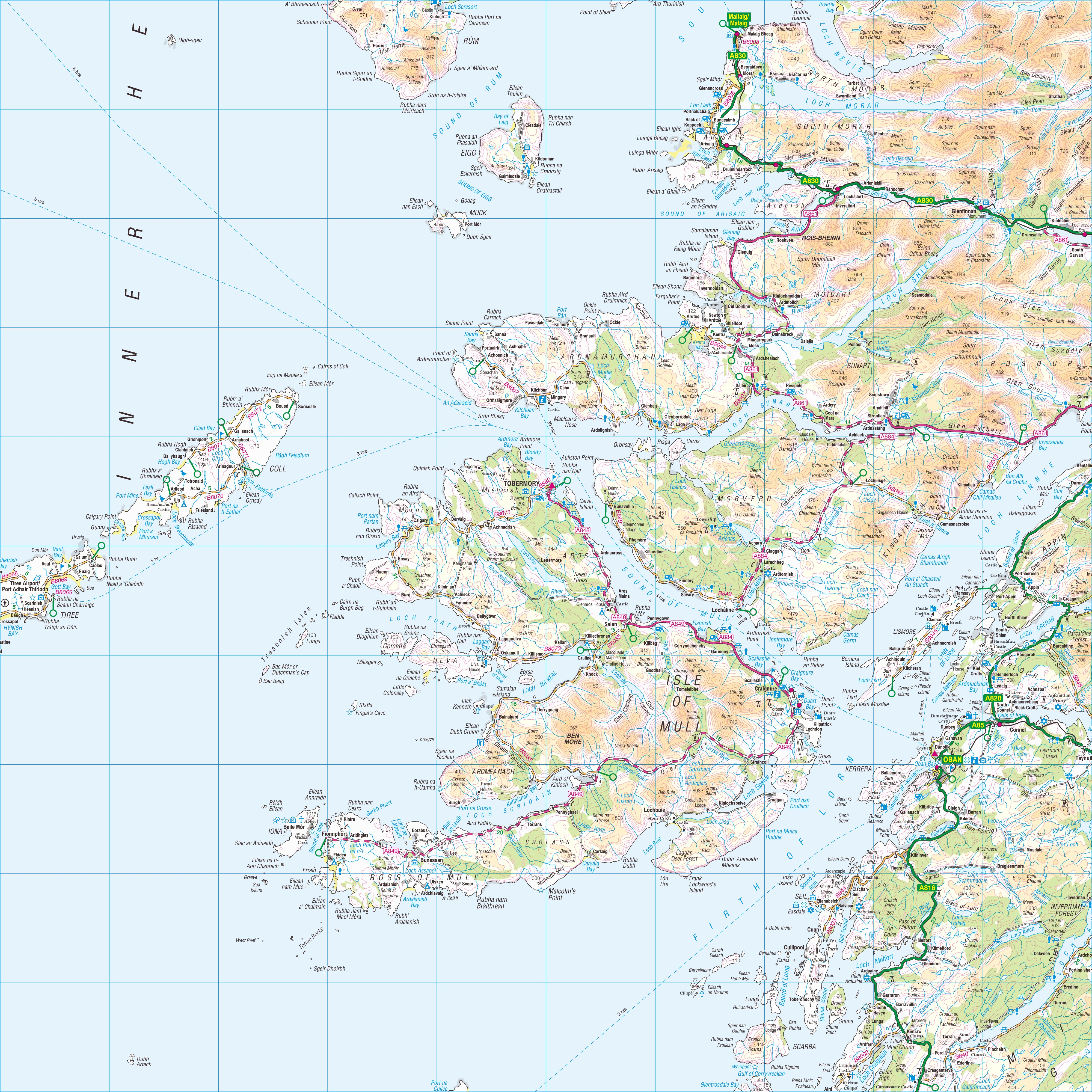
Ordnance Survey carte de l'île de Mull

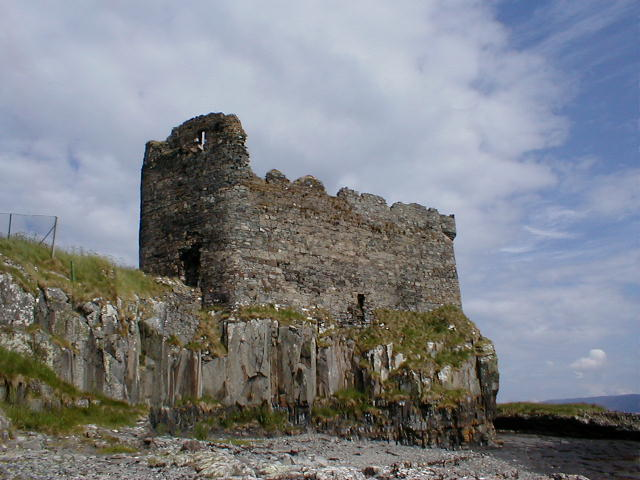
Le château de Mingary aujourd'hui

Le San Juan de Sicilia est l’un des 130 navires qui ont formé la malheureuse Invincible Armada de 1588. Le navire est à l'origine connu sous le nom de Brod Martolosi, avant d'être saisi pour faire partie de la marine. C'est l'un des 10 navires formant l'escadron du Levant, l'un des 8 escadrons qui formaient l'armada entière.
Le navire fait naufrage sur l'Île de Mull, dans les Hébrides intérieures, à Argyll, en Écosse.
Au fil des ans, la véritable identité de l'épave a été oubliée et des rumeurs d'or furent attachées à l'épave. Le navire aurait été nommé le Florida, et aurait été le navire amiral de la flotte et un navire de la Flotte des Indes. Il a également été dit avoir été la Florencia. Ce n'est qu'au tournant du XXe siècle que la véritable identité du navire a été déterminée.
Les restes de San Juan de Sicilia ont été détruits par d'innombrables recherches d'or.
Le San Juan de Sicilia est l’un des nombreux navires sous embargo chargés de faire respecter l’armada espagnole. Il était à l'origine connue sous le nom de Brod Martolosi; basé à Ragusa (Dubrovnik moderne), il était dirigée par Luka Ivanov Kinkovic. Le navire, et plusieurs autres, sont réquisitionnés par le vice-roi de Sicile en décembre 1586. Le navire a pu être en service avec les Espagnols en 1587, lorsque le marquis de Santa Cruz commanda une flotte aux Açores. Le navire est rebaptisé Santa Maria de Gracia et San Juan Bautista, bien qu'il ne soit pas le seul à avoir été baptisé du nom de saint Jean-Baptiste. En tant que tel, il est baptisé San Juan de Sicilia pour le différencier des autres.
Le San Juan de Sicilia est l’un des 10 navires de l’escadron du Levant commandé par Martín de Bertendona. L’escadron de 10 navires est composé de 767 marins et de 2 780 soldats. Le San Juan de Sicilia est l’un des plus gros navires de la flotte, avec une vingtaine d’entre eux seulement sur un total de 130 navires. L'officier supérieur à bord est Diego Tellez Enríquez. Il y a un équipage de 62 marins, principalement slaves, sous le commandement de Luka Ivanov Kinkovic. Le navire transporte également des troupes: 135 Siciliens, sous le commandement de Miguel de Garros ; 54 Flamands, sous le commandement d'Antonio de Valcarel ; et 90 Espagnols, sous le commandement de Don Pedro Enriquez.

## Écosse et destruction
Le 23 septembre 1588, le San Juan de Sicilia est repéré au large d’Islay et atterrit quelques jours plus tard à Tobermory Bay, sur l’île de Mull. Le navire n'a pas été endommagé, mais l'équipage manque d'eau et son officier supérieur négocie des fournitures avec le chef local, Lachlan MacLean, de Duart. L'accord prévoit que le navire soit restauré si les troupes espagnoles sont utilisées pour régler certaines des querelles exceptionnelles de Duart avec les clans voisins. Diego Tellez Enríquez reçoit également une caution de cinq otages de Duart. Pendant plus d’un mois, San Juan de Sicilia reste au port, les troupes espagnoles ayant ravagé les terres de ses ennemis. Les troupes aident Duart en ravageant les îles de Rùm et Eigg, qui appartenaient à MacDonald de Clanranald; et les îles voisines de Canna et Muck, qui appartenaient à MacIan of Ardnamurchan. Les troupes sont utilisées sur le continent, lorsqu'elles assiègent le château de Mingary pendant trois jours, bien que MacLean of Duart ait ensuite été contraint de se retirer.
L'un des marchands qui approvisionne le navire est John Smollet, de Dumbarton, qui est maintenant considéré comme un agent de Sir Francis Walsingham. Le 5 novembre 1588, le navire explose, tuant presque tout le monde à bord, y compris les cinq otages. Parmi les survivants, MacLean de Duart en conserve une cinquantaine et les utilise pendant une année supplémentaire dans ses querelles, avant de les faire rentrer chez eux en Espagne.

## Identité incertaine, or espagnol

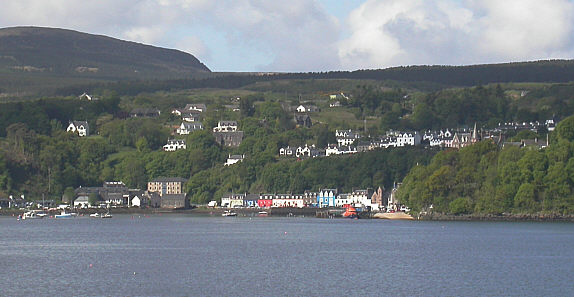
Vue de Tobermory depuis la mer

Des années après la destruction de San Juan de Sicilia, l'identité du navire tombe dans l'oubli, et des rumeurs d'or espagnol naissent associées à l'épave. En 1677, le navire est connu sous le nom de " navire-trésor de l'Armada". Il s’agit à l’origine du Floride et de l’almirante (navire amiral) de la flotte espagnole. Il y a dit-on un trésor de «30 000 000 d’argent» à bord. En fait, l'almirante de la flotte a été ramenée au port en toute sécurité, et aucun navire du nom de la Floride n'a pris part à l'Armada espagnole. Le «navire au trésor» a également été appelé le Florencia, mais le véritable Florencia a également survécu à l'expédition. Ce n'est qu'au tournant du XX que de sérieuses recherches ont jeté la lumière sur la véritable identité du navire.
Pour compliquer les choses, plusieurs navires portaient le nom de San Juan - au moins neuf. Une autre complication réside dans le fait qu’il existe au moins deux hommes portant le nom de Diego Enríquez dans la flotte, bien que l’on puisse les distinguer par le nom Tellez. Dans les premiers récits de l'épave, le capitaine s'appelait Diego Manrique, bien qu'aucun officier de la flotte ne porte ce nom.

## Sauvetage et artefacts
On sait qu'il y a eu des tentatives de récupération de l'épave dès le XVIIe siècle. Les premiers, des Suédois, avaient précédemment récupéré des objets de l'épave du Vasa suédois, perdu dans le port de Stockholm en 1628. Les premières plongées au trésor sont créées à l'initiative du comte d'Argyll. Les droits de sauvetage sont transférés à la Couronne grâce au soutien d'Argyll au Commonwealth, mais sont restitués à la famille peu de temps après. Les droits sont de nouveau retirés à la famille lorsque Argyll soutient le duc de Monmouth en 1685 et que James II autorise la recherche de trésors. Les droits de sauvetage sont à nouveau restitués à la famille par Guillaume III d'Orange-Nassau et Marie II, bien qu'aucune autre perquisition n'est effectuée avant 1729, lorsque le 2e duc d'Argyll employa des plongeurs qui avaient déjà eu du succès avec l'épave du El Gran Grifón. Des explosifs et des treuils sont utilisés à cette époque pour casser l'épave au fond de la baie, mais aucun trésor n'est retrouvé. Les tentatives de sauvetage de l'épave se sont poursuivies jusqu'à la fin du XXe siècle.
Au fil des ans, de nombreux objets sont récupérés, tels que fusils, ancres, plateaux en étain et médailles. Un canon en bronze est récupéré de l'épave du San Juan de Sicilia vers 1740. L'arme est précisément un medio cañón, un type de canon utilisant un tir puissant pesant entre 15 et 27 livres castillanes. Le canon porte la devise de François Ier, roi de France, et a peut-être été saisi à l'origine par les Espagnols à la bataille de Saint-Quentin en 1557, ou éventuellement à la bataille de Pavie en 1525. Le canon se trouve actuellement au château d'Inveraray. On estime que l’arme pesait 1 430 kg, son diamètre est de 15 cm, sa longueur de 286 cm, et son boulet de fer pesait 10 kg.